# Warnings/Promises
Warnings/Promises es el quinto álbum de la banda escocesa Idlewild lanzado en marzo de 2005.

## Canciones
1. "Love Steals Us from Loneliness" – 3:12
2. "Welcome Home" – 3:15
3. "I Want A Warning" – 3:35
4. "I Understand It" – 3:20
5. "As if I Hadn't Slept" – 3:36
6. "Too Long Awake" – 3:07
7. "Not Just Sometimes But Always" – 3:33
8. "The Space Between all Things" – 4:12
9. "El Capitán" – 3:57
10. "Blame It On Obvious Ways" – 3:24
11. "Disconnected" – 3:51
12. "Goodnight" – 8:06

## Singles
- Love Steals Us From Loneliness
- I Understand It
- El Capitán
- As If I Hadn't Slept planeaba lanzarse en enero de 2006, pero no se hizo debido a que la banda se separó de su compañía disquera, Parlophone/EMI

- Datos: Q3566364